# スネクマ アター
スネクマ アター（SNECMA Atar ）は、フランスの軸流圧縮式ターボジェットエンジンである。第二次世界大戦時にドイツが開発したBMW 003を元にさらに高出力化したものである。
アターは、戦後のフランスの多くの航空機に搭載されただけでなく、これまで素地が少なかったフランスのジェットエンジン産業基盤の確立にも貢献した。

## 詳細
原型であるアター101は、アルミニウム合金製のブレードをアルミニウム製の回転子に植えつけた7段式の軸流式圧縮機を備える。前の軸受けは4枚の案内翼に支持され、前から見て左側に出力軸がある。アターの設計において独創的な特徴は、延長軸によって駆動されるエンジン前方に設置されたアター5000補機部分が分離されていることである。燃焼器の部分は鋼製の缶で構成された12個のカンニュラー式燃焼室を通じ、単段のタービンを回転させる。初期の型は全長2.85m、直径0.9m、重量850kgであった。C型では全長3.68m、直径0.89m、重量940kgで、後の派生型はC型と全体的に似ているが、アフターバーナーが含まれることで全長は5.23mになり機種にもよるが、重量は925-1,240kgである。
アター8と9は9段式の101型に似た圧縮機を使用するが、対衝撃性を高めるために1段目が鋼でできている。タービンは2段式で全長と幅は101型とほぼ同じであるが、重量は9Bの場合最大1,350kgに増加した。
イギリスがターボチャージャーの経験を元に遠心式圧縮機のダーヴェントやニーンなどのエンジンを自力で開発したのに対して、フランスは第二次世界大戦後にドイツから接収した軸流圧縮式のBMW 003と開発に携わった技術者による開発を元に自国の航空機のジェット化を進めた。

## 歴史

### 背景
BMW 003 エンジンを開発したヘルマン・エストリッヒ（Hermann Östrich）のチームは1945年2月、BMW 003 ジェットエンジンの資料と共にマクデブルク近くのシュタースフルト（Staßfurt）で投降した。疎開先の岩塩鉱山に作られた地下工場は接収された。この坑道は歴史的にナチスの原爆開発のウランを保管するためにも使用されていた事でも知られる。
1945年4月12日にシュタースフルトの町はアメリカ軍によって包囲され、エストリッヒは大量の技術資料を墓地に隠匿した。翌日、10人のプラット・アンド・ホイットニー社の技術者によって構成されるチームが到着して、彼はそれらの資料を彼らに渡した。アメリカ軍の占領中にアメリカのために生産は再開され、ソビエトが進駐するまでの間にアメリカ軍は工場の生産設備を持ち出した。
この当時、エストリッヒはさらに尋問を受けるためにミュンヘンへ移送され、さらにRoy Feddenの要請によりイングランドへ移送された。彼はダグラス C-54輸送機クラスの4発輸送機に提案したターボプロップエンジンの設計に従事した。設計作業中、エストリッヒは秘密裏にフランスの情報機関であるDGERの代理人からフランス国内でBMW 003 エンジンの発展型の設計へ誘われた。フランス軍は戦後、複数のBMW 003 エンジンを彼らの占領地内で見つけ、生産設備の設置に興味を抱いた。これらの協議はエストリッヒが望んだミュンヘンへの帰郷とはかけ離れていて、8月末にイングランドから再びミュンヘンに戻り、アメリカの要請により彼とチームの仕事はアメリカで行うことになり、家族は同行されないという内容だった。
エストリッヒは、フランスの招待を受け入れ9月にフランスの占領地内のリッケンバッハのかつてのドルニエの工場に設置した。ここにかつてのBMWの技術者達と同様に他のドイツの工場からも加わり、チームは総勢約200人になった。グループはAtelier Technique Aéronautique Rickenbach（リッケンバッハ航空技術作業所）、またはアターと名付けられた。彼らの作業はBMWの配置を基に新設計する作業だったが、より大型で高出力になるように考慮した。
10月にアター 101（モデル R.101）の予備設計を完了し、実際の生産はフランス国内で行われる事を条件とする生産契約を付与した。1月にチーム全体に賃金の保護、彼らの家族に関する規定、いくつかの旅行の制限とフランスの市民権の取得の可能性を含む5年間の延長契約がされた。この契約は1946年4月25日に調印され、アター101の設計図は生産のためにスネクマへ送られた。

## バリエーション

### アター 101
最初のエンジンは、組み立てに少々時間がかかった。最初の部品は1946年5月に入手可能だったが、翌年の半ばまで圧縮機またはタービンが完成しなかった。最終的に完成した最初のエンジンが運転したのは1948年3月26日だった。4月5日に推力は3,700lbf（16,000N）に達し、強化は継続され、10月には4,850lbf（21,600N）に達した。この間、選りすぐれた空力学特性と向上した圧縮比を企図して初期の空冷式から高温の鋼でできた新しいタービンに置き換えられた。1950年1月に複数のエンジンの機種が計画に加えられ、総運転時間は1,000時間を超え、推力は5,955lbf（26,490N）でこの当時最も強力なエンジンだった。原型のBMW 003は、アターの半分にもおよばない1,760lbf（7,800N）だった。
アター101Bは、初期の試作機に固有の問題を解決するための変更と同様に静翼が追加された。最初のB型は1951年2月に推力5,290lbf（23,500N）で150時間の耐久試験に合格した。1951年12月5日にウーラガンに搭載されて最初の飛行試験が行われ、1952年3月27日からグロスター ミーティアの翼下に吊り下げられて試験が開始された。B型の初期生産型の納入後、アター101Cは強化された圧縮機と燃焼器により推力は6,170lbf（27,400N）に増えた。アター101Dの特徴はタービンがわずかに大きくなり、新しい耐熱合金により排気温度が1,000℃に上がった事により推力が6,615lbf（29,420N）になった。D型は同様に新しい長い管の端に"まぶた"状のシャッターを備え、吸気口に初期の可動式円錐を備えた。
アター101Eは、"0番目"の圧縮段が加えられたことにより総圧縮比は4.8:1に上がり、推力は8,160lbf（36,300N）に増えた。多数の型が幅広い航空機で試験された。
D型にアフターバーナーを加えたアター101Fは、推力が8,380lbf（37,300N）でE型に同様に追加したアター101Gは、推力が10,365lbf（46,110N）になった。これらの飛行試験は1954年8月にミステールIIに搭載されて試験されたが、この飛行機は量産されなかった。それらの最初の成功は名前のみミステールであるシュペル・ミステールで、ロールス・ロイス エイヴォンを動力として1955年3月2日に初飛行して101Gを搭載した派生機種は1956年5月15日に飛行した。1957年から370機の航空機に搭載するために量産が開始されたが、これは後に性能の観点から当時試験中だったミラージュIIIの導入により180機に減らされた。

### アター 8と9
アター101の性能が物足りなくなったので、1954年にスネクマはさらなる改良のための設計を始め、アター08として結実した。全体の設計や寸法は101と似ているが、新型エンジンは初期の型が7段式だったのに対して9段式の圧縮機とより小型の2段式タービンになった。圧縮機にはマグネシウム合金製に取り替えるなど、細部にも同様に多くの改良が施された。最初のアター08 B-3は推力9,500lbf（42,000N）で、総圧縮比は5.5:1に少し増えた。
このエンジンのために設計された新型で大幅に強化されたアフターバーナーを搭載してアター09になった。1957年1月に最初の試験が実施され、推力は12,350lbf（54,900N）でまもなく13,230lbf（58,800N）に増えた。初期の設計では2つのフラップシステムだったが、18個のフラップを備えた強化されたアフターバーナーを搭載した09C型は1959年12月にできた。この派生機種は同様にマイクロターボによって供給される圧縮空気を直接エンジンに供給することで圧縮機を全速で回転させなくても始動できる新しい始動装置を備えた。アター9Dはアフターバーナー部をチタン製に換えることでC's 1.4からM2で連続して使用できるようになった。空冷はアター9Kで再導入され更に性能が向上し、特に燃費が向上した。
アター8と9 シリーズは10年以上にわたる開発により、商業的に最終的に成功を収めた設計である。1,000基がエタンダールIVやシュペルエタンダール攻撃機、ミラージュIII、ミラージュ5とミラージュF1戦闘機、ミラージュIV爆撃機や多数の試験機を含む幅広い航空機のために生産された。

### シュペル アター
1955年、フランス政府は最高速度M3.0で飛行する計画を開始した。スネクマはエンジンの研究を開始した。当初は既存のアター101の圧縮機の設計で構成したが、高温での運転に対応するために全ての軽合金を鋼に置き換えた。これと同様に初期の試作機に似た空冷式のタービンを使用した。このM.26 エンジンは1957年5月に運転され、アフターバーナーを使用せずに推力47,00kN（10,364lbf）を発揮した。さらに強化されたM.28は1958年9月に運転され、推力52,00kN（11,466lbf）を発揮した。
この作業によりアフターバーナーを使用して推力85,00kNのシュペルアターの設計がもたらされた。この派生型同様に可動式静翼を含み産業界に広く導入された。計画では試験機であるグリフォンIIIが製造されたが、それ以上の進展はなかったので1960年にスネクマはシュペルアターの開発を終了した。

### その他
アターの設計は、同様により大型や小型の様々な機体や実験機に使用された。特筆すべきエンジンにアターの拡大版であるR.104 Vulcainや縮小版であるR.105 Vestaがある。両方のエンジンは、1950年代にアターの開発と並行して性能の隙間を埋めるために開発され、VulcainはミステールIV D用に、Vestaは幅広い設計のために開発された。これらのエンジンはどれも量産化されなかったが、ミスティールIV Dは中止されVestaは同様に放棄されたチュルボメカ Gabizoによって失われた。

## 派生型
Atar 101
シュペルミステール戦闘爆撃機に搭載。
Atar 8
2段タービン。1954-1956年に開発。
Atar 8B
エタンダールIVに搭載。
Atar 8K-50
9K-50の単純型で、シュペルエタンダールに搭載。
Atar 9
統合された始動装置、圧縮機を改良して超音速飛行用に最適化、アフターバーナー搭載。
Atar 9C
ミラージュIIIとミラージュ5戦闘機に搭載。
Atar 9K-10
改良型燃焼室、タービンブレード冷却の改良。 ミラージュIV爆撃機に搭載。
Atar 9K-50
アター9Cの改良型で、タービンの再設計と圧縮機が更新され、燃料消費率と推力が改善された。ミラージュ F1とミラージュ50に搭載。
Atar Plus
ITPとデネルと共同開発、新型の圧縮機、新型のタービン、新型の電子装置を搭載。

## 搭載機
- シュペルミステール
- ミラージュIII
- ミラージュIV
- ミラージュ5
- ミラージュ50
- ミラージュG
- ミラージュF1
- エタンダールIV
- シュペルエタンダール
- SE.212 デュランダル
- SE.5000 バルデュール

## 仕様

### アター 9C
- 形式：アフターバーナー付 ターボジェット
- 全長：5,900mm（232in）
- 直径：1,000mm（39in）
- 乾燥重量：1,456kg（3,210lb）
- 圧縮機：9段軸流式圧縮機
- タービン：2段
- 推力：
  - 42.0kN（9,440lbf）ミリタリーパワー
  - 58.9kN（13,240lbf）アフターバーナー使用時
- 全圧縮比 5.2:1
- 定格燃料流量：
  - 103kg/（kN・h）（1.01 lb/（lbf・h）ミリタリーパワー
  - 207kg/（kN・h）（2.03 lb/（lbf・h）アフターバーナー使用時
- 推力重量比 40.5N/kg（4.1:1）

### アター 9K50
- 形式：アフターバーナー付 ターボジェット
- 全長：5,900mm（232in）
- 直径：1,000mm（39in）
- 乾燥重量：1,582kg（3,487lb）
- 圧縮機：9段軸流式
- タービン：2段
- 推力：
  - 49.2kN（11,060lbf）ミリタリーパワー
  - 70.6kN（15,870lbf）アフターバーナー使用時
- 全圧縮比：6.5:1
- 定格燃料流量：
  - 98.9kg/（kN・h）（0.97lb/（lbf・h）ミリタリーパワー
  - 199.9kg/（kN・h）（1.96lb/（lbf・h）アフターバーナー使用時
- 推力重量比：4.6:1（44.6N/kg）

| 形式           | 年     | 推力 （kgp） | 回転数（rpm） | タービン温度 | 重量 （kg） | 生産台数 |
| -------------- | ------ | ------------ | ------------- | ------------ | ----------- | -------- |
| ATAR 101 V1-V6 | 1948年 | 1,700-2,200  | 7,600-8,000   | 700℃         | 880         | 6        |
| ATAR 101B1     | 1951年 | 2,400        | 8,300         | 845℃         | 890         | 50       |
| ATAR 101D3     | 1953年 | 3,000        | 8,300         | 870℃         | 920         | 370      |
| ATAR 101E3/E5  | 1955年 | 3,500        | 8400          | 865℃         | 870         | 600      |
| ATAR 08B       | 1956年 | 3,530        | 8,150         | 600℃         | 1,079       | 176      |
| ATAR 9C        | 1960年 | 6,000        | 800           | 885℃         | 1,430       | 1,670    |
| ATAR 9K        | 1963年 | 6,700        | 8,400         | 920℃         | 1,490       | 265      |
| ATAR 9K50      | 1969年 | 7,200        | 8,900         | 935℃         | 1,582       | 1,014    |
| ATAR 8K50      | 1973年 | 5,000        | 8550          | 925℃         | 1,165       | 111      |